# Johnny Owen
John Richard Owens (ngày 7 tháng 1 năm 1956 - 4 tháng 11 năm 1980) là một võ sĩ chuyên nghiệp. Ông trở thành giành chiến thắng trong trận đấu đầu tiên với George Sutton. Owen đã thách đấu cho danh hiệu hạng bantamweight của Anh trong trận đấu chuyên nghiệp thứ mười của mình vào năm 1977. Ông đã chiến thắng nhà vô địch Paddy Maguire ở vòng thứ mười một để giành danh hiệu này, trở thành người xứ Wales đầu tiên giữ đai trong hơn 60 năm.